# Congolacerta
Genre
Congolacerta est un genre de sauriens de la famille des Lacertidae.

## Répartition
Les espèces de ce genre se rencontrent en Afrique de l'Est.

## Liste des espèces
Selon The Reptile Database (9 décembre 2012) :
- Congolacerta asukului Greenbaum, Villanueva, Kusamba, Aristote & Branch, 2011
- Congolacerta vauereselli (Tornier, 1902)

## Publication originale
- Greenbaum, Villanueva, Kusamba, Aristote & Branch , 2011 : A molecular phylogeny of Equatorial African Lacertidae, with the description of a new genus and species from eastern Democratic Republic of the Congo. Zoological Journal of the Linnean Society, vol. 163, p. 913–942 (texte intégral).